# Saint-Benoît-des-Ombres
 Saint-Benoît-des-Ombres  es una población y comuna francesa, en la región de Alta Normandía, departamento de Eure, en el distrito de Bernay y cantón de Saint-Georges-du-Vièvre.

## Demografía
| 102 | 116 | 105 | 114 | 101 | 105 |
| Para los censos de 1962 a 1999 la población legal corresponde a la población sin duplicidades (Fuente: INSEE [Consultar]) |     |     |     |     |     |